# Comunistes Catalans Independents
Comunistes Catalans Independents (CCI) fou un grup polític creat el 1977 com a evolució comunista dels Grups Pro-lndependència de Catalunya (GIC) que havien existit els anys 1974 i 1975. La seva pretensió era reconstruir el Bloc Obrer i Camperol a partir de la formació dels CCI com a grup de discussió. Desaparegueren el 1979 i alguns dels seus integrants entren a formar part d'Independentistes dels Països Catalans.